# Örnsköldsvik HF
Örnsköldsvik Hockeyförening (kurz Örnsköldsvik HF) ist ein 2010 gegründeter schwedischer Eishockeyklub aus Örnsköldsvik. Die Mannschaft spielt in der Hockeyettan.

## Geschichte
Örnsköldsvik Hockey entstand 2010 durch die Fusion der Eishockeyabteilungen des Örnsköldsviks SK und KB 65. Beide Mannschaften spielten mit einer eigenen Mannschaft in der drittklassigen Division 1. Deren Platz nahm Örnsköldsvik Hockey ein. Die neue Mannschaft belegte in ihren ersten beiden Spielzeiten jeweils einen Platz im Mittelfeld der inzwischen Hockeyettan genannten Liga.